# Fritz Pullig
Fritz Pullig (* 1887 in Betzdorf; † 1963 in Mainz) war ein deutscher Flugpionier.

## Leben
Pullig verbrachte einige Zeit in Frankreich, wo er die damals bekannten Flugpioniere kennenlernte, und kam dann nach Bonn.
Nachdem er dort seinen Militärdienst beim Infanterie-Regiment Nr. 160 abgeleistet hatte, baute er einen eigenen Flugapparat. Der erste Flugversuch von 1909 misslang, da der Holm, an dem das Schleppseil hing, brach. Das Flugzeug machte einen Sprung und wurde stark beschädigt. Fritz Pullig baute in der Bonner Ermekeilkaserne ein neues »Aeroplan« aus Klaviersaiten und Holz, mit dem er am 17. Juli 1909 auf der Hangelarer Heide einen zweiten Flugversuch unternahm. Gezogen von einem »Adler«-Automobil, stieg die Maschine etwa sechs Meter hoch und flog ca. 400 Meter weit. Dies gilt als die Geburtsstunde des Flugplatzes Hangelar. Zeuge dieses Flugversuchs war unter anderem Gerhard Fieseler.
Fritz Pullig zog zurück in seine Westerwälder Heimat und beteiligte sich erfolgreich an Autorennen. 1912 wurde er Motorflieger und war ab 1913 bereits Fluglehrer. Wie viele seiner Generation nahm er an zwei Weltkriegen als Soldat teil. Nach dem Zweiten Weltkrieg wandte er sich dem Schreiben zu, und seine 30 Romane erzielten hohe Auflagen. Anfang der 1950er Jahre war er Autotester in Frankfurt/Main und testete über 345 Autotypen.
1963 starb er überraschend am Herztod hinter dem Steuer seines Wagens in einer Garage in Mainz. In der Nähe des Hangelarer Flugplatzes im heutigen Sankt Augustin wurde eine Straße nach ihm benannt.